# Chiesa di Nostra Signora della Pazienza
La chiesa di Nostra Signora della Pazienza si trova a Uri. L'edificio sacro fu costruito intorno al XVI secolo, anche se la torre del campanile, parte della facciata e parete della cappella del SS. Crocifisso risalgono al XVIII-XIX secolo.
Prima dell'attuale intitolazione la chiesa era semplicemente dedicata a Santa Maria, titolo che a sua volta era stato trasferito da una chiesa poco distante dall'attuale, che ora prende il nome di Santa Croce, sede dell'omonima Confraternita. Questo raro titolo dato alla Vergine Maria è da accostarsi alla tradizionale immagine della  Pietà.
Attualmente la parrocchia porta lo stesso nome, ma ha sede nella nuova chiesa intitolata a santa Maria di Paulis (Padulis, Paludis, cioè della palude) costruita nel 1995.
La chiesa è sede parrocchiale, già appartenente all'arcidiocesi di Sassari ma attualmente compresa nella diocesi di Alghero-Bosa.

## Galleria d'immagini

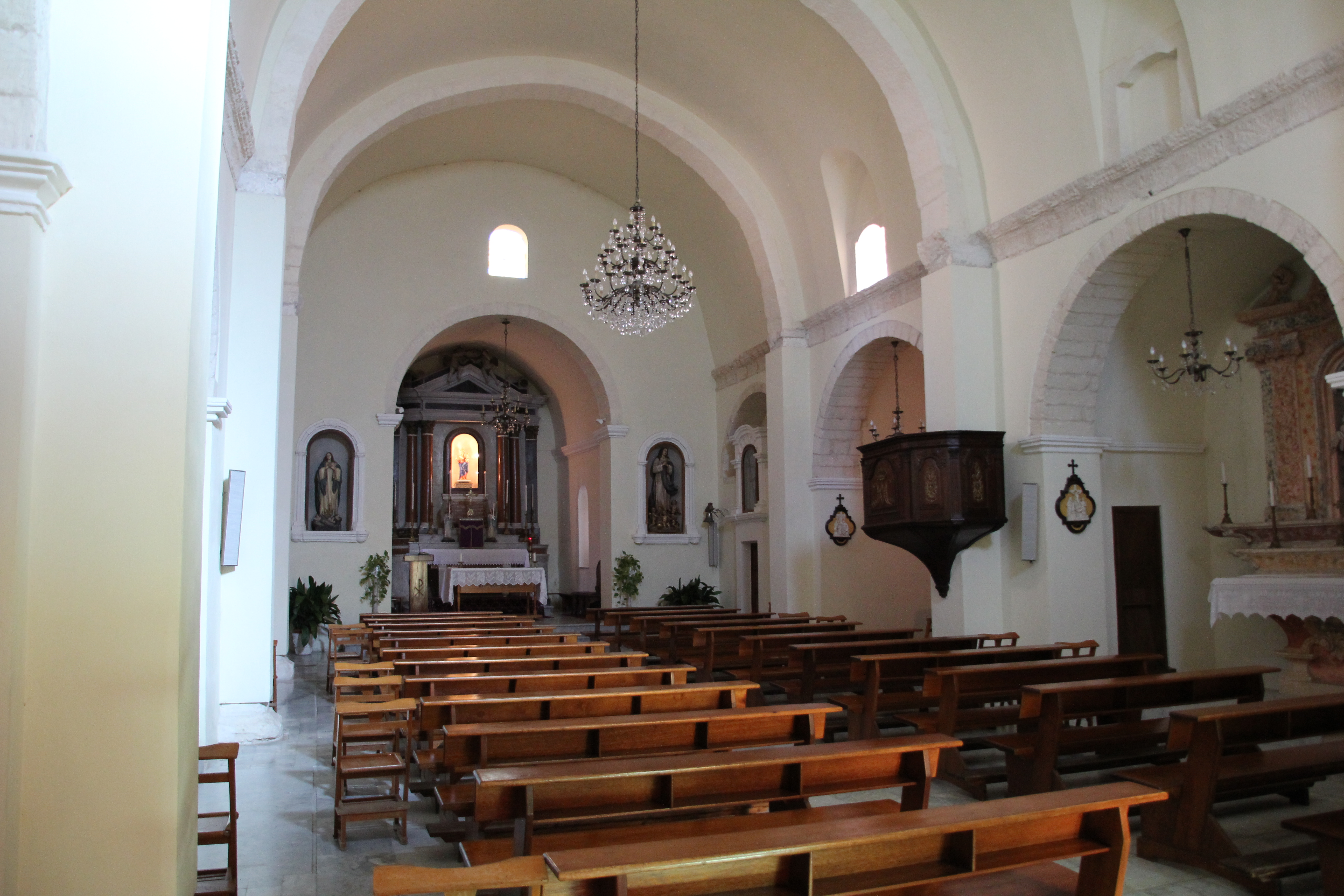
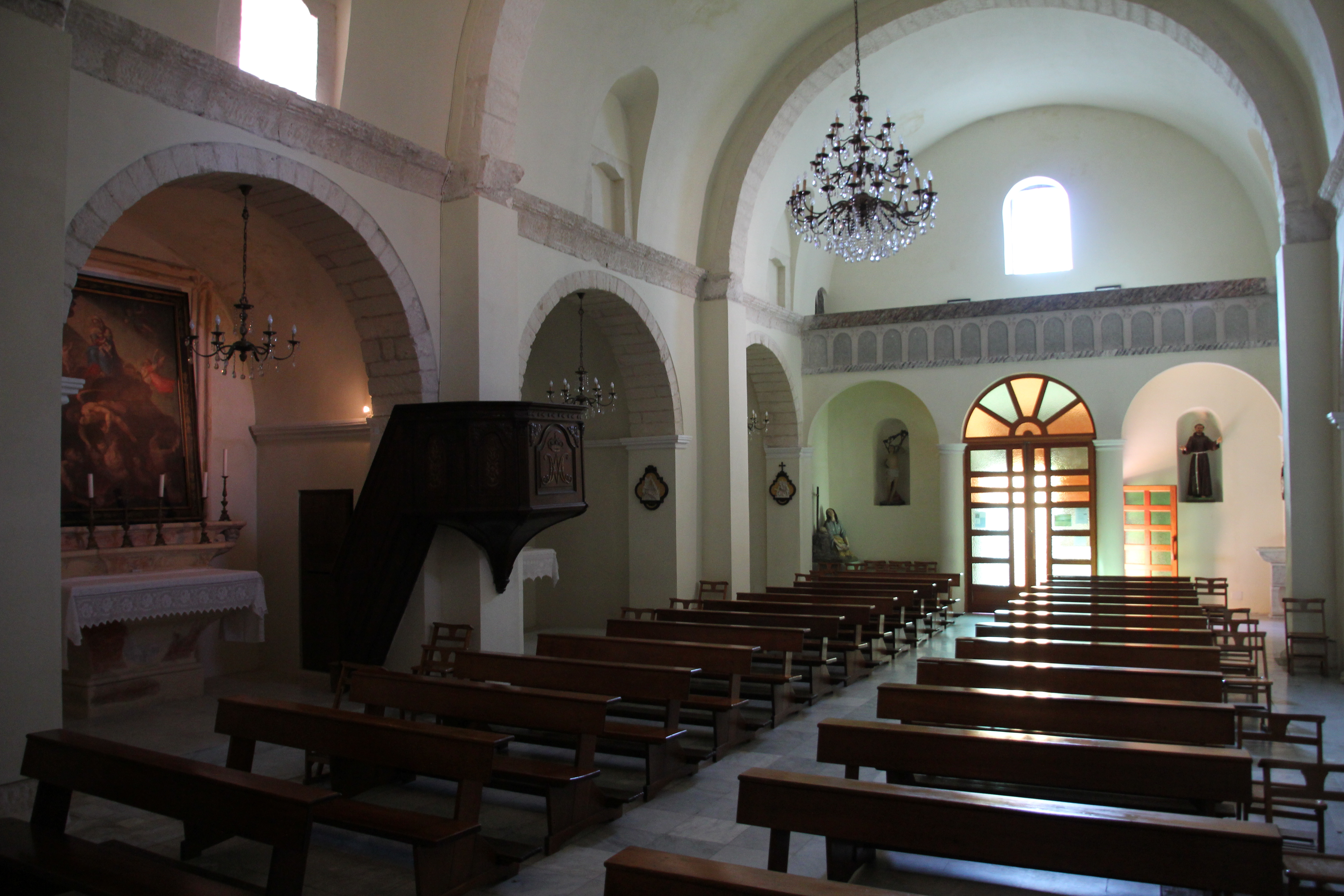
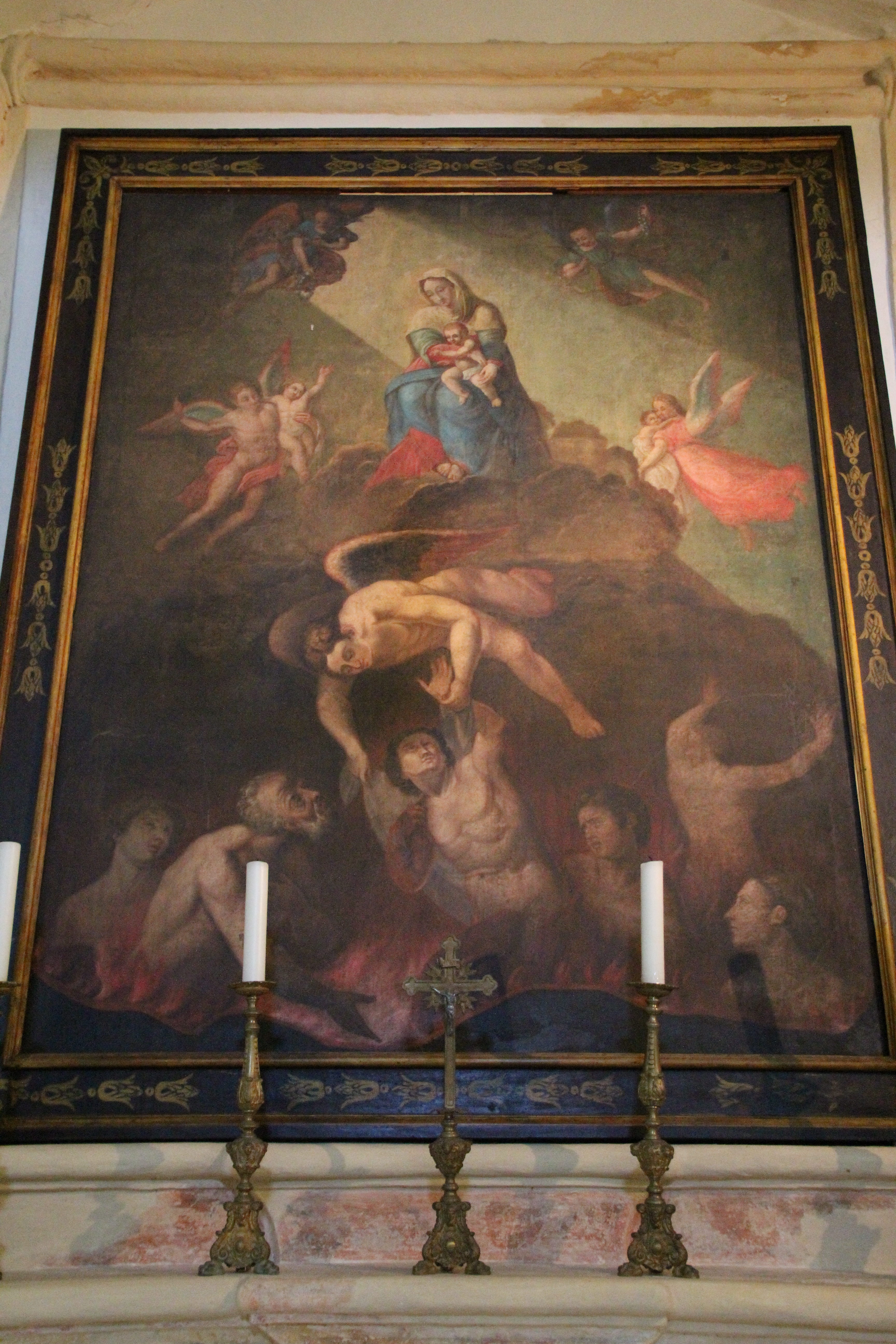